# Сыркин, Нахман
Нахман Сыркин (11 (23) февраля 1868, Могилёв — 6 сентября 1924, Нью-Йорк) — еврейский публицист, деятель социалистического сионизма и лидер территориалистов во Всемирной сионистской организации.

## Биография
Родился в 1868 году в семье зажиточного могилёвского маскила Лейзера Нахмановича Сыркина и его жены Цывьи Залмановны Меерович. Получил традиционное еврейское образование и учился в русской гимназии в Могилёве, из которой был отчислен за спор с учителем, отрицательно отозвавшимся о его национальности. После переезда семьи в Минск в 1884 году Нахман снова поступил в гимназию, которую закончил в том же году.
В Минске Нахман Сыркин стал активным участником движения «Хибат-Цион» и начал публиковать письма политического содержания в ивритской газете «Ха-Мелиц», что закончилось арестом за революционную деятельность. После освобождения Сыркин уехал в Лондон, где изучал английский язык и пытался писать пьесы для еврейского театра. Не преуспев в качестве драматурга, он направился в Германию, где в 1888 году поступил на философский факультет Берлинского университета. Уже в 1889 году Сыркин вместе с Шмарьяху Левиным и Лео Моцкиным основал в Берлине сионистский студенческий кружок, а также стал одним из основателей Еврейско-русской научной ассоциации.
В 1896 году вышла первая научная работа Сыркина, носившая название «Размышления о философии истории». Параллельно с учёбой он продолжал активно участвовать в сионистской деятельности, став делегатом уже на первом Всемирном сионистском конгрессе, проходившем в 1897 году в Базеле. Там он выступил с синтезом сионистских и социалистических идей, но не нашёл отклика у других делегатов. Следующие несколько лет Сыркин провёл в Швейцарии, где в 1899 году женился на студентке-медичке Басе Оснос. В том же году родилась их единственная дочь Мария (1899—1989), впоследствии известный публицист, переводчик с идиша и поэтесса. Он и сам начал изучать медицину в Базеле, но политическая деятельность отнимала у него слишком много времени, и он бросил занятия. Сыркин продолжал пропагандировать идеи социалистического сионизма, в 1898 году опубликовав статью «Еврейский вопрос и еврейское социалистическое государство», а на сионистских конгрессах собрав вокруг себя группу сионистов-социалистов. На IV Всемирном сионистском конгрессе в 1900 году Сыркин и его единомышленники обнародовали на русском языке декларацию Сионистской социалистической партии, которая в дальнейшем пыталась выдвинуть своего лидера кандидатом в депутаты Государственной думы. Эта попытка была, однако, пресечена властями Российской империи.
В начале века Сыркин успешно совмещал политическую и научную деятельность. В 1903 году в Берне вышла его работа «Ощущение и идея» (нем. Empfindung und Vorstellung), ознаменовавшая получение им степени доктора философии. В этом же году он вернулся в Берлин, где попытался возобновить литературную карьеру, переводя на немецкий произведения Толстого. В Берлине Сыркин начал издавать журналы сионистского движения «Херут» на идише и иврите, но свет увидели только по одному выпуску. В 1904 году Сыркин был депортирован из Германии за «подрывную деятельность», перебравшись с семьёй сначала в Париж, затем в Вильну, где прожил до 1907 года, и наконец в США. В эти годы он во главе группы территориалистов вёл во Всемирной сионистской организации борьбу за Угандскую программу, предполагавшую создание еврейского национального дома в Западной Африке, но впоследствии отказался от этой идеи, примкнув в США к движению «Поалей Цион», которое к 1909 году уже возглавлял. В 1914 году скончалась Бася Сыркин, и Нахман через некоторое время женился на её сестре Маше Оснос — тоже враче по образованию, выпускнице Университета Монпелье.
В годы Первой мировой войны Сыркин горячо поддерживал инициативу Владимира Жаботинского о создании отдельного еврейского вооружённого подразделения в составе войск Антанты, воплотившуюся в итоге в виде Еврейского легиона. В 1919 году он входил в состав еврейской делегации на Парижской мирной конференции, а в 1920 году в составе делегации Всемирного союза «Поалей Цион» Сыркин провёл полгода в Палестине. Это оказался его единственный визит в Палестину: сердечная болезнь подточила его силы, и он умер в Нью-Йорке в 1924 году.
В 1951 году, после основания Государства Израиль останки Нахмана Сыркина были перевезены туда и захоронены в кибуце Кинерет вместе с другими основоположниками социалистического сионизма. Его имя носит населённый пункт Кфар-Сиркин недалеко от Петах-Тиквы.

## Политические взгляды
К двадцати годам Нахман Сыркин сформировал собственную, к тому моменту практически уникальную, идеологическую позицию, представлявшую собой сочетание сионизма и социализма. Таким образом, он оказался в оппозиции одновременно к российским евреям-социалистам, преследовавшим цели освобождения трудящихся всех наций — в том числе и евреев, и к «классическим» сионистам, заинтересованным лишь в освобождении евреев как нации, без разделения на классы. Сыркин считал руководство Всемирной сионистской организации во главе с Теодором Герцлем «буржуазно-клерикальным» из-за попыток Герцля заручиться поддержкой своего дела у любых влиятельных политиков, включая наиболее реакционных. Сыркин критиковал также «духовный сионизм» Ахад-ха-Ама, полагая, что тот игнорирует реальные условия существования европейского еврейства, включавшие повседневный антисемитизм, погромы и массовую эмиграцию в США. В то же время он отвергал «абстрактный классовый подход», характерный для современных ему марксистов, согласно которому национальное освобождение еврейского народа было возможно только в результате освобождения всего человечества от социального гнёта. Его публичная полемика с ортодоксальным марксизмом разворачивается начиная с 1896 года, когда вышла работа «Размышления о философии истории».
Политическое кредо Сыркина было изложено в работе «Еврейский вопрос и еврейское социалистическое государство», вышедшей в 1898 году — через два года после книги Герцля «Еврейское государство». По мнению Сыркина, непременным условием национального возрождения еврейского народа является его социальная перестройка и построение социалистического еврейского государства. Путь к такому государству, как считал Сыркин, проходит через поощрение производительного труда евреев в промышленности и сельском хозяйстве на кооперативной основе и упразднение частной собственности, социального неравенства и стихийных рыночных отношений. Ему принадлежит заслуга популяризации сельскохозяйственных поселений-кибуцев. Сыркин также выступал за создание национального фонда, который будет осуществлять приобретение земель под еврейское сельское хозяйство. В то же время для него, в отличие от многих российских сионистов, не был принципиальным вопрос возрождения еврейской нации именно в Земле Израильской, и когда была выдвинута Угандская программа, предполагавшая создание еврейского национального дома в Западной Африке, Сыркин стал её сторонником. Более того, когда в 1905 году V Всемирный сионистский конгресс окончательно отверг эту программу, Сыркин вышел из Всемирной сионистской организации вместе с рядом своих единомышленников. Эта группа получила название «территориалистской». Лишь к концу десятилетия Сыркин примирился с фактом, что для большинства сионистов возрождение еврейского народа возможно только на его исторической родине. Даже его собственный брат, художник и архитектор Ицхак Сыркин (1883—1938), в начале следующего десятилетия эмигрировал в Палестину, где преподавал в академии «Бецалель» и школе «Реали».
Несмотря на равнодушное отношение к месту расположения будущего еврейского государства, Сыркин занимал вполне определённую позицию в отношении его языка. Он был сторонником возрождения иврита и ожесточённо полемизировал с теми сионистами, которые видели в нём язык реакционных и буржуазных кругов, предпочитая идиш. В конце жизни Сыркин боролся с полевением своей родной организации «Поалей Цион», изъявляя даже готовность к её вступлению в Коминтерн, чтобы предотвратить раскол и выход из партии её наиболее левых представителей. В эти же годы он пришёл к осознанию необходимости конструктивного сотрудничества с несоциалистическими сионистскими организациями и даже с еврейскими движениями, не разделявшими сионистские взгляды. Однако даже заняв эту позицию, Сыркин решительно отвергал обвинения Бера Борохова — сторонника классовой борьбы в еврейском ишуве — в отказе от марксистской идеи.
Его избранные публицистические статьи на идише были собраны в посмертном двухтомнике «Геклибене циенистиш-социалистише шрифтн» (1926).